# Бряг Рупърт
Бряг Рупърт (на английски: Ruppert Coast) е част от крайбрежието на Западна Антарктида, в западната част на Земя Мери Бърд, простиращ се между 75°30’ и 76°20’ ю.ш. и 140° и 146°20’ з.д. Брегът е разположен в западна част на Земя Мери Бърд, покрай бреговете на Тихия океан, между заливите Блок на запад и Емори Ленд на изток. На югазапад граничи с Брега Сандърс, а на изток – с Брега Хобс на Земя Мери Бърд. Крайбрежието му е слабо разчленено. Изцяло е покрит с дебела ледена покривка, над която стърчат отделни оголени върхове от северния сектор на планината Едсел Форд. От нея към океана се спускат няколко планински ледници, най-големи от които са Болчен, Емори Ленд и др.
Брега Рупърт е открит, изследван и топографски заснет през 1933 г. от участниците в американската антарктическа експедиция възглавявана на Ричард Бърд, който го наименува в чест на спонсора на експедицията, нюйоркският пивоварен магнат и конгресмен Джейкъб Рупърт (1867 – 1939).